# Teoría ergódica

Evolución de un conjunto de sistemas clásicos en el espacio de fases (arriba). Los sistemas son partículas masivas en un pozo de potencial unidimensional (curva roja, figura inferior). El conjunto inicialmente compacto se arremolina con el tiempo y se esparce por el espacio de fases. Sin embargo, este no es un comportamiento ergódico, ya que los sistemas no visitan el pozo de potencial del lado izquierdo

La teoría ergódica se dedica principalmente al estudio matemático del comportamiento promedio a largo plazo de los sistemas dinámicos.
En matemáticas, una transformación {\displaystyle T} que preserva la medida en un espacio  medible se dice que es ergódica si todo conjunto medible que es invariante bajo la transformación {\displaystyle T}, tiene medida 0 o 1. 
Un antiguo término para denominar a esta propiedad era métricamente transitivo.  Existen dos teoremas fundamentales en la teoría ergódica, el de Birkhoff y el de von Neumann; se cree que aunque el de Birkhoff se publicó con anterioridad, el de von Neumann se demostró antes. El teorema de von Neumann se refiere a convergencia en L1, mientras que el de Birkhoff se refiere a la convergencia puntual. 

## Aspectos generales
La teoría ergódica es una rama de las matemáticas que estudia las propiedades estadísticas de los sistemas dinámicos deterministas, lo que también se define como el estudio de la ergodicidad. En este contexto, el término propiedades estadísticas se refiere a aquellas propiedades que se expresan a través del comportamiento de la media móvil de varias funciones en trayectorias de sistemas dinámicos. La noción de sistemas dinámicos deterministas supone que las ecuaciones que determinan la dinámica no contienen ninguna perturbación aleatoria, ruido o factor de alteración. Por lo tanto, la ergodicidad se ocupa de las estadísticas objeto de las propiedades de la dinámica.
Como teoría de la probabilidad, se basa en nociones generales de la teoría de la medida. Su desarrollo inicial estuvo motivado por problemas de mecánica estadística.
Una preocupación central de la teoría ergódica es el comportamiento de un sistema dinámico cuando se le permite funcionar durante un período de tiempo largo. El primer resultado en esta dirección es el teorema de recurrencia de Poincaré, que afirma que casi todos los puntos en cualquier subconjunto del espacio fásico finalmente vuelven a ser parte del conjunto. Los sistemas para los que se cumple el teorema de recurrencia de Poincaré son conservativos, y por lo tanto, todos los sistemas ergódicos son conservativos.
Varios teoremas ergódicos proporcionan información más precisa que afirma que, bajo ciertas condiciones, el promedio temporal de una función de las trayectorias existe casi en todas partes y está relacionado con el promedio espacial. Dos de los teoremas más importantes son los de Birkhoff (1931) y von Neumann, que afirman la existencia de un promedio de tiempo en cada trayectoria. Para la clase especial de sistemas ergódicos, este promedio de tiempo es el mismo para casi todos los puntos iniciales: estadísticamente hablando, el sistema que evoluciona durante mucho tiempo olvida su estado inicial. También se han estudiado ampliamente propiedades más fuertes, como el mezclado y la equidistribución.
El problema de la clasificación métrica de sistemas es otra parte importante de la teoría ergódica abstracta. Las diversas nociones de proceso estocástico para sistemas dinámicos desempeñan un papel destacado en la teoría ergódica y sus aplicaciones a la entropía.
Los conceptos de ergodicidad y de la hipótesis de ergodicidad son fundamentales para las aplicaciones de la teoría ergódica. La idea subyacente es que para ciertos sistemas el promedio temporal de sus propiedades es igual al promedio en todo el espacio. Las aplicaciones de la teoría ergódica a otras partes de las matemáticas suelen implicar el establecimiento de propiedades de ergodicidad para sistemas de tipo especial. En geometría, se han utilizado métodos de teoría ergódica para estudiar líneas geodésicas sobre variedades de Riemann, comenzando con los resultados de Eberhard Hopf para la superficie de Riemann de curvatura negativa. Las cadenas de Márkov forman un contexto común para aplicaciones en teoría de la probabilidad. La teoría ergódica tiene conexiones fructíferas con el análisis armónico, la teoría de Lie (en la teoría de representación y en retículos en grupos algebraicos) y en teoría de números (en la teoría de aproximación diofántica, o en la función L).

## Transformaciones ergódicas
Las transformaciones ergódicas son el objeto de la teoría ergódica. La intuición detrás de tales transformaciones es que actúan sobre un conjunto determinado realizando un trabajo minucioso consistente en remover sus elementos. Por ejemplo, si el conjunto es una cantidad de papilla de avena caliente en un tazón, y si se deja caer en él una cucharada de almíbar, entonces las iteraciones de la inversa de una transformación ergódica de la avena no permitirán que el almíbar permanezca en una subregión local del tazón, y lo distribuirán uniformemente por todas partes. Al mismo tiempo, estas iteraciones no comprimirán ni dilatarán ninguna porción de la avena, dado que preservan la medida que es su densidad.
La definición formal es la siguiente:
Sea T : X → X una transformación que preserva la medida sobre un espacio de medida (X, Σ, μ), con μ(X) = 1. Entonces T es ergódico si para cada E en Σ con μ(T−1(E) Δ E) = 0, ya sea μ(E) = 0 o μ(E) = 1.
El operador Δ aquí es la diferencia simétrica de conjuntos, equivalente a la operación disyunción exclusiva con respecto a la pertenencia a conjuntos. La condición de que la diferencia simétrica sea de medida cero se llama ser esencialmente invariante.

## Ejemplos
- Una rotación irracional del círculo R/Z, T: x → x + θ, donde θ es irracional, es ergódica. Esta transformación tiene propiedades aún más fuertes de ergodicidad, minimidad y equidistribución. Por el contrario, si θ = p/q es racional (en términos mínimos), entonces T es periódica, con periodo q, y por lo tanto no puede ser ergódica: para cualquier intervalo I de longitud a, 0 < a < 1/q, su órbita bajo T (es decir, la unión de I , T(I), ..., Tq−1(I), que contiene la imagen de I bajo cualquier número de aplicaciones de T) es un conjunto mod 0 invariante T que es una unión de intervalos q de longitud a, por lo que tiene una medida qa estrictamente entre 0 y 1.
- Sea G un grupo abeliano compacto, μ la medida de Haar normalizada y T un isomorfismo de grupos de G. Sea G* el grupo dual de Pontriaguin, que consta de los caracteres continuos de G, y T* sea el automorfismo adjunto correspondiente de G*. El automorfismo T es ergódico si y solo si la igualdad (T*)n(χ) = χ es posible solo cuando n  = 0 o χ es el carácter trivial de G. En particular, si G es el toro n-dimensional y el automorfismo T está representado por una matriz unimodular A, entonces T es ergódico si y solo si ningún autovalor de A es una raíz de la unidad.
- Un cambio de Bernoulli es ergódico. De manera más general, la ergodicidad de la transformación de cambio asociada con una secuencia de variables aleatorias independientes e idénticamente distribuidas y algunos procesos estacionarios más generales se deriva de la ley cero-uno de Kolmogórov.
- La ergodicidad de un sistema dinámico significa que sus trayectorias se extienden alrededor del espacio fásico. Un sistema con un espacio de fase compacto que tiene una primera integral no constante no puede ser ergódico. Esto se aplica, en particular, a un sistema hamiltoniano con una primera integral I funcionalmente independiente de la función de Hamilton H y un conjunto de niveles compacto X = {(p,q ): H(p,q) = E} de energía constante. El teorema de Liouville implica la existencia de una medida invariante finita en X, pero la dinámica del sistema está restringida a los conjuntos de niveles de I en X, por lo que el sistema posee conjuntos invariantes de medida positiva pero menos que completa. Una propiedad de los sistemas dinámicos continuos que es opuesta a la ergodicidad es su integrabilidad completa.

## Teoremas ergódicos
Sea T: X → X una transformación que preserva la medida sobre un espacio de medida (X, Σ, μ) y supóngase que ƒ es una función μ-integrable, es decir, ƒ ∈ L1(μ). Entonces, se definen los siguientes promedios:
 Promedio de tiempo: se define como el promedio (si existe) sobre iteraciones de T comenzando desde algún punto inicial x:
{\displaystyle {\hat {f}}(x)=\lim _{n\rightarrow \infty }\;{\frac {1}{n}}\sum _{k=0}^{n-1}f(T^{k}x).}
 Promedio espacial: si μ(X) es finito y distinto de cero, se puede considerar el promedio espacial o de fase de ƒ:
{\displaystyle {\bar {f}}={\frac {1}{\mu (X)}}\int f\,d\mu .\quad {\text{(Para un espacio de probabilidad, }}\mu (X)=1.)}
En general, el promedio de tiempo y el promedio de espacio pueden ser diferentes. Pero si la transformación es ergódica y la medida es invariante, entonces el promedio temporal es igual al promedio espacial casi en todas partes. Este es el célebre teorema ergódico, en forma abstracta debido a George David Birkhoff (en realidad, el artículo de Birkhoff no considera el caso general abstracto, sino solo el caso de sistemas dinámicos que surgen de ecuaciones diferenciales en una variedad suave). El teorema de equidistribución es un caso especial del teorema ergódico, que trata específicamente de la distribución de probabilidades en el intervalo unitario.
Más precisamente, el punto a punto o teorema ergódico fuerte establece que el límite en la definición del promedio temporal de ƒ existe para casi cada x y que la (definida casi en todas partes) función límite {\displaystyle {\hat {f}}} es integrable:
{\displaystyle {\hat {f}}\in L^{1}(\mu ).\,}
Además, {\displaystyle {\hat {f}}} es T invariante, es decir
{\displaystyle {\hat {f}}\circ T={\hat {f}}\,}
se cumple en casi todas partes, y si μ(X) es finita, entonces la normalización es la misma:
{\displaystyle \int {\hat {f}}\,d\mu =\int f\,d\mu .}
En particular, si T es ergódica, entonces {\displaystyle {\hat {f}}} debe ser una constante (casi en todas partes), por lo que se tiene que
{\displaystyle {\bar {f}}={\hat {f}}\,}
casi en cualquier parte. Uniendo la primera a la última afirmación y suponiendo que μ(X) es finita y distinta de cero, se tiene que
{\displaystyle \lim _{n\rightarrow \infty }\;{\frac {1}{n}}\sum _{k=0}^{n-1}f(T^{k}x)={\frac {1}{\mu (X)}}\int f\,d\mu }
para casi todo x, es decir, para todos los x excepto un conjunto de medida cero.
Para una transformación ergódica, el promedio temporal es casi seguramente igual al promedio espacial.
Como ejemplo, supóngase que el espacio de medidas (X, Σ, μ) modela las partículas de un gas como se muestra arriba, y sea ƒ(x) la velocidad de la partícula en la posición x. Entonces, los teoremas ergódicos puntuales dicen que la velocidad promedio de todas las partículas en un momento dado es igual a la velocidad promedio de una partícula en el tiempo.
Una generalización del teorema de Birkhoff es el teorema ergódico subaditivo de Kingman.

## Formulación probabilística: teorema de Birkhoff-Khinchin
Teorema de Birkhoff-Khinchin. Sea ƒ medible, E(|ƒ|) < ∞ y T sea una aplicación que preserva la medida. Entonces con probabilidad 1:
{\displaystyle \lim _{n\rightarrow \infty }\;{\frac {1}{n}}\sum _{k=0}^{n-1}f(T^{k}x)=E(f\mid {\mathcal {C}})(x),}
donde {\displaystyle E(f|{\mathcal {C}})} es la esperanza condicional dada la σ-álgebra {\displaystyle {\mathcal {C}}} de conjuntos invariantes de T.
Corolario (Teorema ergódico puntual): en particular, si T también es ergódica, entonces {\displaystyle {\mathcal {C}}} es el σ-álgebra trivial y, por lo tanto, con probabilidad 1:
{\displaystyle \lim _{n\rightarrow \infty }\;{\frac {1}{n}}\sum _{k=0}^{n-1}f(T^{k}x)=E(f).}

## Teorema ergódico medio
Teorema ergódico medio de von Neumann, que se cumple en espacios de Hilbert.
Sea U un operador unitario sobre un espacio de Hilbert H; o de manera más general, un operador lineal isométrico (es decir, un operador lineal no necesariamente sobreyectivo que satisface ‖Ux‖ = ‖x‖ para todo x en H, o de manera equivalente, que satisface U*U = I, pero no necesariamente UU* = I). Sea P el operador de proyección sobre {ψ ∈ H | Uψ = ψ} = ker( I− U).
Entonces, para cualquier x en H, se tiene:
{\displaystyle \lim _{N\to \infty }{1 \over N}\sum _{n=0}^{N-1}U^{n}x=Px,}
donde el límite se toma con respecto a la norma en H. En otras palabras, la secuencia de promedios
{\displaystyle {\frac {1}{N}}\sum _{n=0}^{N-1}U^{n}}
converge a P en topología de operador fuerte.
De hecho, no es difícil ver que en este caso cualquier {\displaystyle x\in H} admite una descomposición ortogonal en partes de {\displaystyle \ker(I-U)} y {\displaystyle {\overline {\operatorname {ran} (I-U)}}} respectivamente. La primera parte es invariante en todas las sumas parciales a medida que {\displaystyle N} crece, mientras que para la segunda parte, a partir de una serie telescópica se tendría que:
{\displaystyle \lim _{N\to \infty }{1 \over N}\sum _{n=0}^{N-1}U^{n}(I-U)=\lim _{N\to \infty }{1 \over N}(I-U^{N})=0}
Este teorema se especializa en el caso en el que el espacio de Hilbert H conste de funciones L2 en un espacio de medida y U es un operador de la forma
{\displaystyle Uf(x)=f(Tx)\,}
donde T es un endomorfismo de X que conserva la medida, considerado en las aplicaciones como un paso de tiempo de un sistema dinámico discreto. El teorema ergódico afirma entonces que el comportamiento promedio de una función ƒ en escalas de tiempo suficientemente grandes se aproxima mediante el componente ortogonal de ƒ, que es invariante en el tiempo.
En otra forma del teorema ergódico medio, sea Ut un grupo uniparamétrico fuertemente continuo de operadores unitarios en H. Entonces, el operador
{\displaystyle {\frac {1}{T}}\int _{0}^{T}U_{t}\,dt}
converge en la topología de operador fuerte como T → ∞. De hecho, este resultado también se extiende al caso de un semigrupo uniparamétrico fuertemente continuo de operadores contractivos en un espacio reflexivo.
Observación: se puede desarrollar cierta intuición para el teorema ergódico medio considerando el caso en el que los números complejos de longitud unitaria se consideran transformaciones unitarias en el plano complejo (mediante multiplicación por la izquierda). Si se elige un único número complejo de longitud unitaria (que se denota como U), es intuitivo que sus potencias llenarán el círculo. Dado que el círculo es simétrico alrededor de 0, tiene sentido que los promedios de las potencias de U converjan a 0. Además, 0 es el único punto fijo de U, por lo que la proyección en el espacio de puntos fijos debe ser el operador cero (que concuerda con el límite que se acaba de describir).

## Convergencia de las medias ergódicas en las normasLp
Sea (X, Σ, μ) un espacio de probabilidad como el anterior con una medida que preserva la transformación T, y sea 1 ≤ p ≤ ∞. La expectativa condicional con respecto a la sub-σ-álgebra ΣT de los conjuntos T-invariantes es un proyector lineal ET de la norma 1 del espacio de Banach Lp(X , Σ, μ) en su subespacio cerrado Lp(X, ΣT, μ). Este último también puede caracterizarse como el espacio de todas las T- funciones invariantes Lp en X. Los medios ergódicos, como operadores lineales en Lp(X, Σ, μ), también tienen norma de operador unitaria; y, como simple consecuencia del teorema de Birkhoff-Khinchin, convergen al proyector ET en la topología de operador fuerte de Lp si 1 ≤ p ≤ ∞, y en la topología de operador débil si p = ∞. Además, es cierto si 1 < p ≤ ∞ entonces el teorema de convergencia ergódica dominada de Wiener-Yoshida-Kakutani establece que las medias ergódicas de ƒ ∈ Lp están dominadas en Lp; sin embargo, si ƒ ∈ L1, es posible que los medios ergódicos no logren ser equidominados en Lp. Finalmente, si se supone que ƒ es de la clase de Zygmund, es decir |ƒ| log+(|ƒ|) es integrable, entonces las medias ergódicas están incluso dominadas en L1.

## Tiempo de estancia
Sea (X, Σ, μ) un espacio de medida tal que μ(X) sea finito y distinto de cero. El tiempo pasado en un conjunto mensurable A se denomina tiempo de estancia. Una consecuencia inmediata del teorema ergódico es que, en un sistema ergódico, la medida relativa de A es igual al tiempo medio de estancia:
{\displaystyle {\frac {\mu (A)}{\mu (X)}}={\frac {1}{\mu (X)}}\int \chi _{A}\,d\mu =\lim _{n\rightarrow \infty }\;{\frac {1}{n}}\sum _{k=0}^{n-1}\chi _{A}(T^{k}x)}
para todo x excepto para un conjunto de medida cero, donde χA es la función indicatriz de A.
Los tiempos de ocurrencia de un conjunto mensurable A se define como el conjunto k1, k2, k3, ..., de tiempos k tal que Tk(x) esté en A, ordenado en orden creciente. Las diferencias entre tiempos de ocurrencia consecutivos Ri = ki − ki−1 se denominan tiempos de recurrencia de A. Otra consecuencia del teorema ergódico es que el tiempo de recurrencia promedio de A es inversamente proporcional a la medida de A, suponiendo que el punto inicial x está en A, por lo que que k0 = 0.
{\displaystyle {\frac {R_{1}+\cdots +R_{n}}{n}}\rightarrow {\frac {\mu (X)}{\mu (A)}}\quad {\text{(casi seguro)}}}
Es decir, cuanto más pequeña es A, más tiempo se tarda en volver a ella (véase casi seguro).

## Flujos ergódicos en variedades
La ergodicidad de las líneas geodésicas en superficies de Riemann compactas de curvatura negativa variable y en variedades de curvatura negativa constante compactas de cualquier dimensión fue probada por Eberhard Hopf en 1939, aunque se habían estudiado casos especiales antes (véase, por ejemplo, los billares de Hadamard (1898) y el billar de Artin (1924)). La relación entre los flujos geodésicos en las superficies de Riemann y los subgrupos de un parámetro en SL(2, R) fue descrita en 1952 por S. V. Fomin e Izrail Guelfand. El artículo sobre el flujo de Anosov proporciona un ejemplo de flujos ergódicos en SL(2, R') y en superficies de Riemann de curvatura negativa. Gran parte del desarrollo descrito allí se generaliza a variedades hiperbólicas, ya que pueden verse como cocientes del espacio hiperbólico por la acción de un retículo en el grupo de Lie semisimple SO(n,1). La ergodicidad del flujo geodésico en un espacio simétrico de Riemann fue demostrada por F. I. Mautner en 1957. En 1967, Dmitri Anósov y Yákov Sinái demostraron la ergodicidad del flujo geodésico en variedades compactas de curvatura seccional negativa variable.  Calvin C. Moore dio en 1966 un criterio simple para la ergodicidad de un flujo homogéneo en un espacio homogéneo de un álgebra de Lie semisimple. Muchos de los teoremas y resultados de esta área de estudio son típicos de la teoría de la rigidez.
En la década de 1930, G. A. Hedlund demostró que el flujo del horociclo en una superficie hiperbólica compacta es mínimo y ergódico. Hillel Furstenberg estableció la ergodicidad única del flujo en 1972. El teorema de Ratner proporciona una generalización importante de la ergodicidad para flujos unipotentes en los espacios homogéneos de la forma Γ \ G, donde G es un grupo de Lie y Γ es un retículo en G.
Desde comienzos del siglo XXI, se han publicado numerosos trabajos tratando de encontrar un teorema de clasificación de medidas similar a los teoremas de Ratner pero para acciones diagonalizables, motivados por las conjeturas de Furstenberg y Margulis. Elon Lindenstrauss demostró un resultado parcial importante (resolver estas conjeturas con un supuesto adicional de entropía positiva), y recibió la medalla Fields en 2010 por este resultado.